# 山月记
山月記（／ san getsu ki），是日本作家中岛敦创作的短篇小说。小说发表于1942年（昭和17年），是中岛发表的处女作。这一短篇小说讲述了唐代落魄诗人李徵变幻为虎后，将其离奇的遭遇告诉其老友袁傪的经过。作者灵感来自于中国清朝《唐人说荟》中的《人虎传》（据传为李景亮所作）。山月记之题则取自文中化身为虎的李徵所吟诗句“此夕溪山对明月”。
该小说首次发表时，与另一篇《文字祸》合为“古谭”，发表于《文学界》1942年2月号。日本文部科学省审定的国语教科书中也多次收入此作品，使其为日本国民所熟知。2015年，野村万斋将该小说改编成舞台剧。

## 小说梗概
李徵是唐代陇西郡人，年少时考中秀才，但居才自傲的他不愿委身于恶俗高官之下，而希望博得诗名。但辞官后他一直生活拮据。为维系家庭生存，李徵被迫在地方上谋得一个小吏职务，但自尊心过高的他在一次外出公干途中突然发狂，最后消失在深山之中。
次年，李的旧友袁傪受任监察御史，在赴任途中险些被猛虎吞食。危急时刻，猛虎突然跳入树丛中，只听到传出人声——“好险！好险！”。袁听出这是李徵的声音，于是对着树丛方向发问。李徵（即虎）经过一阵犹豫后开始与袁对谈，并将变身为虎的奇异经历告诉了老友。
但是，究竟为何会如此？我毫不知情。我们什么都不知道。对于莫名其妙的事不得不坦然接受，并且莫名其妙地活下去，这就是我们生而为人的宿命。而如今的我惟求速死。
已变成虎身的李徵拜托袁傪收集整理他以前的诗作。袁欣然应允，并派手下记录了李创作的诗。袁读了其诗后，认为其“诗人的素质本为一流，但诗作距离一流作品仍有些微差距”，但未明言。而李徵也渐渐省悟到其化身为虎的原因可能包括自己莫名的自尊心，自卑以及对于诗作缺少切磋琢磨的勤勉心。此外，李徵又拜托老友对尚在家中等待的妻小转达其身已死，并帮助家人不再困于生计。
说真的，如果我尚为人，我自然应当先将照顾妻小的事拜托给您。与正在忍饥挨冻的家人相比，我却还沉迷于自己那毫无天赋的诗作中，也正是因此，我才化成这畜牲之身。
最终，李徵也终于认识到自己的过错，其性情中的缺陷使他丧失做人的机会。在泪别之际，李徵请老友此后勿再沿原路返回（以免自己兽性大发而误食老友）。袁傪一行稍稍远离山丘后，只见丛林中跃出一头猛虎，在月光下咆哮数声后消失在树林中。

## 发表经过
中岛敦于1933年至1941年的8年间，在横滨高等女学校担任国语和英文教师。他于教学之余，也仍然坚持追求对于文学的梦想，笔耕不断。1936年，他到小笠原群岛旅行，对于一直以来希望去南洋各岛走一走的愿望更为强烈了。加之他哮喘症状加重，故而任职于南洋厅，也可作为疗养。他于1941年6月赴帛琉工作。
中岛在去帛琉之前，一直挂念着自己已经写成未发表的文稿，最终决定将其暂存于好友深田久弥处。深田拿到的手稿主要是包括《狐憑》、《木乃伊》、《山月记》和《文字祸》等四篇短文的《古谭》。
远在帛琉的中岛期盼着深田能将其手稿出版发表，但一直没得到文章获发表的消息。其实这是深田当初一直没留意这些文章，忘了要帮朋友发表一事。经过了半年左右，深田忽然想起中岛拜托的事，在读完了作品后，颇受震动，于是立即将文稿推荐给了《文学界》杂志社。但由于在战争期间，纸张供应不足，最终深田与杂志社主编河上徹太郎决定仅发表其中的《山月记》和《文字祸》两篇，于是在1942年2月，中岛的文字终于被该杂志刊登
中岛在同年3月从帛琉回国后，才知道上述两篇文字被采纳刊发的事。

## 研究评价
与中国的原素材《人虎传》相比，中岛更多着墨于李徵缘何化身为虎这一点上。在《人虎传》中，李徵原与寡妇幽会，但被一家人所妨碍，处于恼怒和报复，他杀害了这一家人，也因此遭了报应变成了猛虎。但中岛完全将变虎的原因改成了内因性，其实也描绘了艺术家自身的狂妄和悲剧性性格。
瀬沼茂樹指出，脱胎于人虎传却转化为中岛自身代表作品的过程中，可以看到中岛自身对于变身题材作品的偏好。中岛一直很喜爱卡夫卡的《地洞》以及大卫·加内特的《女人变狐狸》，也可以從山月记中看到这些作品的影响。

## 收录该文的部分书籍
- 第一创作集《光と風と夢》（筑摩书房、1942年7月、NDLJP: 1134654）
  - 收录作品: 古谭:《狐憑》、《木乃伊》、《山月記》、《文字禍》、《斗南先生》、《虎狩》、《光と風と夢》
- 《山月記・李陵 他九篇》（岩波文库、1994年7月）
  - 解説: 氷上英廣
  - 收录作品:《李陵》、《弟子》、《名人传》、《山月記》、《文字禍》等
- 《李陵・山月記》（新潮文庫、2003年12月15日）
  - 解说: 瀬沼茂樹。注解: 三好行雄
  - 收录作品:《山月記》、《名人传》、《弟子》、《李陵》

## 其他艺术形式

### 舞台作品
- 冥之会「山月記」[7][8]
- 《敦 山月記・名人伝》
  - 编剧、导演: 野村万斋
  - WOWOW、2006年。 - DVD

## 朗读CD
- 中岛敦; 江守徹.  . 新潮社. 1997年10月发售. ISBN 978-4-10-831003-2 （日语）.
- 《山月記》（うずらっぱ，2006年7月发售）- 朗读者: 三木眞一郎、小西克幸
- 《山月記》（ことのは出版，2008年6月发售）- 朗读者: 網野隆
- 中岛敦; 坂本真綾.  . 星海社. 2011年8月发售. ISBN 978-4-06-138808-6 （日语）.
- 中岛敦; 小野大輔.  . 海王社. 2014年7月发售. ISBN 978-4-7964-0576-8 （日语）.

## 受其影响的作品
- 《タイガーランペイジ》（日本音乐家sasakure.UK乐曲）